# Дюбаль, Юрген
Юрген Дюбаль (нем. Jürgen Dueball; 17 апреля 1943, Берлин — 15 октября 2002, Золинген) — немецкий шахматист; международный мастер (1973).
В составе сборной ФРГ участник 2-х Олимпиад (1972—1974). На 20-й Олимпиаде в Скопье (1972) показал 3-й результат на своей доске. В международных турнирах: Реджо-нель-Эмилия (1973/1974) — 1—3-е места.

## Изменения рейтинга
| Графики недоступны из-за технических проблем. См. информацию на Фабрикаторе и на mediawiki.org. |